# 夏都
夏都，即夏日的行都，是一個在在夏季炎熱天氣下長時間內被用作行都的城市。這制度在現代已不太普及，因冷氣的普及也減少了遷移到行都的必要性。

## 世界各國的夏都

### 中國
在13世紀時，元上都开平為元朝的夏都。18至19世紀時，清朝相繼以熱河行宮和圓明三園的所在地為夏都。至近現代，中國的夏都分別有廬山、玉泉山和北戴河。

### 印度
在蒙兀兒帝國初代皇帝巴布尔時期，帝國西北部的喀布尔因與都城阿格拉、德里相比氣溫較低而被作為夏季首都，至奧朗則布時期廢止夏都的建置。
在英屬印度時代，西姆拉是英印政府每年夏季的行政中心，但這種做法由於官方運輸的困難而受到阻礙，而公眾對政治家和公務員的消極看法也阻止了這種行為。有爭議的查謨-克什米爾邦首府斯利那加也是印度夏都。

### 菲律賓
菲律賓呂宋島北部的碧瑤的山站在二十世紀初被美國占領時被選為夏都，它的涼爽事實上是首都馬尼拉夏天悶熱潮濕氣候下的首選。雖然目前政府已不再移動，但這個城市的麥遜宮仍然是菲律賓總統的官方暑期住所，而菲律賓最高法院仍然在該市保持“夏季會議”，它仍然是一個受歡迎的度假勝地，特別是在聖誕季節，當時的氣溫遠低於其他群島地方。

### 波蘭
索波特素來有波蘭夏都的稱號，是波蘭乃至波羅的海沿岸最負盛名的健身和度假勝地。

### 俄羅斯
2014年之前，由於俄羅斯失去了受歡迎的傳統度假勝地克里米亞（由俄羅斯蘇維埃社會主義共和國轉交給烏克蘭蘇維埃社會主義共和國，於1954年由尼基塔·赫魯曉夫轉交），北高加索的索契成為該國非官方的夏季首都。此外，索契也是簽署許多條約和舉行活動的地點。2014年俄羅斯聯邦吞併克里米亞之後，辛菲羅波爾和塞瓦斯托波爾與索契同時成為俄羅斯三大夏季辦公地。

### 保加利亞
瓦爾納的奧辛諾格拉德自19世紀晚期始便一直作為保加利亞沙皇和總統的夏季行宮和辦公場所。

### 沙烏地阿拉伯
沙烏地阿拉伯王室夏天行政中心是位於麥加附近的塔伊夫，那里天氣比首都利雅德涼爽。

### 西班牙
西班牙北部的圣塞瓦斯蒂安是西班牙夏天的行政中心，那里比馬德里更涼快 。王后瑪麗亞·克里斯蒂娜自1887年以後開始在這裡渡假。1941年至1975年，佛朗哥選用這座城市的艾耶特宮作為其避暑行館之一。

### 不丹
札西秋宗是集政、教、法於一身的喇嘛教僧院兼城堡建築，位於不丹廷布的北部邊緣，旺河的西岸。為歷年宗教領袖(Druk Desi)的所在地，這裡和自1907年創立的君王辦公室結合，為夏天的首都。1953年，王室新建Dechencholing宮殿於北方四公里處。